# Frères des étoiles
Les Frères des étoiles (« Starjammers » en version originale) sont une équipe de super-héros évoluant dans l’univers Marvel de la maison d'édition Marvel Comics. Créé par Dave Cockrum, le groupe apparaît pour la première fois en tant qu'équipe dans le comic book Uncanny X-Men #107 en octobre 1977.
Le groupe est composé de créatures galactiques d’origines variées.

## Origine
L'histoire des Frères des étoiles commence avec Christopher Summers, un pilote de chasse en voyage avec sa famille en Alaska. Lors d'une balade en avion, ils sont attaqués par des extra-terrestres. Les enfants, Scott et Alex, sont sauvés en sautant en parachute. Le couple de parents est alors transporté sur un vaisseau de reconnaissance Shi'ar, puis amené devant l’Empereur D'Ken.
D'Ken se prend d'affection pour Catherine Summers et en fait sa concubine, envoyant Christopher aux mines d'esclaves. Ce dernier parvient à s'échapper et tente d'assassiner l’Empereur. Il échoue et il est condamné à voir sa femme être exécutée, le fœtus qu'elle portait arraché de son ventre. L'esprit brisé, il est déporté sur une planète minière.
Là-bas, il se lie d'amitié avec d'autres détenus (Raza, Ch'od et Hepzibah). Le quatuor réussit à s'évader et devient un groupe de pirates stellaires, mais aussi de rebelles contre l’empire de D’Ken. À bord du vaisseau pirate Starjammer, ils luttent contre le tyran, dans le but de remettre sa sœur Lilandra Neramani sur le trône.
Leurs principaux adversaires sont les soldats d'élite de la Garde Impériale Shi'ar, commandée par le puissant Gladiator.
Au cours de leurs aventures, ils rencontrent et aident le Silver Surfer, les Vengeurs ou Hulk. Ils sont aussi pris dans un conflit opposant le Collecteur et Galactus.

### Le retour des pirates
Lors de l'arc narratif The Rise & Fall of the Shi'ar Empire, Corsaire est assassiné par son propre fils Vulcain qui avait en fait survécu, et Hepzibah s'installe sur Terre. L’équipe change alors de composition, avec notamment les X-Men Havok, Polaris et Rachel Summers.

## Membres
La première équipe incluait :
- Corsaire (le père des frères Summers, Cyclope et Havok)
- Raza Long-Couteau
- Hepzibah
- Binaire (Carol Danvers)
- Ch'od
- Sikorsky
- Cr+eee
- Waldo, l’A.I. du vaisseau spatial.

L'équipe actuelle compte parmi ses membres :
- Raza
- Ch'od
- Cr+eee
- Havok
- Polaris
- Marvel Girl (Rachel Summers)
- Korvus